# Гіпотрохоїда

Гіпотрохоїда

Гіпотрохоїда з параметрами R = 5, r = 3, h = 5.

Гіпотрохоїда — плоска крива, утворена фіксованою точкою, що лежить в площині деякого кола, яке котиться без ковзання по внутрішній стороні іншого нерухомого кола.
Рухоме коло називають твірним (його радіус дорівнює r), нерухоме коло — напрямним (його радіус дорівнює R). :стор.806
Початковою точкою гіпотрохоїди називають таку її точку {\displaystyle P}, що лежить на прямій, яка проходить через центр {\displaystyle C} рухомого кола і його точку опори, і знаходиться по той же бік від {\displaystyle C}, що і точка опори. :стор.805
Вершиною гіпотрохоїди називають таку її точку {\displaystyle V}, що лежить на прямій, яка проходить через центр {\displaystyle C} рухомого кола і його точку опори, і знаходиться з нею по різні боки від {\displaystyle C}. :стор.806
Будь-яка гіпотрохоїда має однакову кількість вершин і початкових точок.
Гіпотрохоїда є окремим випадком рулети — кривої, що отримана як траєкторія точки деякої кривої, що котиться без ковзання по іншій нерухомій кривій.
Граничні випадки гіпотрохоїди:
- Якщо радіус напрямного кола прямує до нескінченності ({\displaystyle R\to \infty }), крива стає трохоїдою з тим же радіусом твірного кола.[1] :стор.814
- Якщо радіус твірного кола прямує до нескінченності ({\displaystyle r\to \infty }), твірне коло стає прямою, що котиться по нерухомому колу, а отримана крива, що описується фіксованою точкою в площині цієї прямої, є подовженою або скороченою евольвентою кола.

## Рівняння
Якщо центр нерухомого кола знаходиться в початку координат, його радіус дорівнює {\displaystyle R}, радіус кола, що котиться по ньому дорівнює {\displaystyle r}, а відстань від твірної точки до центру рухомого кола дорівнює {\displaystyle h}, то гіпотрохоїда описується параметричними рівняннями в прямокутній системі відносно {\displaystyle \varphi }:
{\displaystyle {\begin{cases}x(\varphi )=(R-r)\cos \varphi +h\cdot \cos({\frac {R-r}{r}}\varphi )\\y(\varphi )=(R-r)\sin \varphi -h\cdot \sin({\frac {R-r}{r}}\varphi )\end{cases}}\qquad {\begin{aligned}&0\leq \varphi \leq 2\pi \ ,{\text{якщо}}\ ,{\frac {R}{r}}=k-{\text{натуральне число}};\\&0\leq \varphi \leq 2r\cdot \pi \ ,{\text{якщо}}\ ,{\frac {R}{r}}={\frac {p}{q}}-{\text{раціональне число}};\\&0\leq \varphi \leq \infty \ ,{\text{якщо}}\ ,{\frac {R}{r}}-{\text{ірраціональне число}}.\end{aligned}}}
При цьому початкова точка гіпотрохоїди, з якої починається утворення кривої, лежить на додатній частині осі {\displaystyle Ox}.
Кут {\displaystyle \varphi } — параметр, а саме — це кут нахилу відрізка між центрами твірних кіл до осі {\displaystyle Ox}.
Параметричне рівняння повернутої відносно початку координат гіпотрохоїди має вигляд:
{\displaystyle {\begin{cases}x(\varphi )=(R-r)\cos \varphi +h\cdot \cos({\frac {R-r}{r}}\varphi -\alpha )\\y(\varphi )=(R-r)\sin \varphi -h\cdot \sin({\frac {R-r}{r}}\varphi -\alpha )\end{cases}}\qquad {\begin{aligned}&{\frac {r}{R}}\cdot \alpha \leq \varphi \leq 2\pi +{\frac {r}{R}}\cdot \alpha \ ,{\text{якщо}}\ ,{\frac {R}{r}}=k-{\text{натуральне число}};\\&{\frac {r}{R}}\cdot \alpha \leq \varphi \leq 2r\cdot \pi +{\frac {r}{R}}\cdot \alpha \ ,{\text{якщо}}\ ,{\frac {R}{r}}={\frac {p}{q}}-{\text{раціональне число}};\\&{\frac {r}{R}}\cdot \alpha \leq \varphi \leq \infty \ ,{\text{якщо}}\ ,{\frac {R}{r}}-{\text{ірраціональне число}}.\end{aligned}}}
При цьому гіпотрохоїда повернута відносно початку координат проти годинникової стрілки на кут {\displaystyle \beta ={\frac {r}{R}}\cdot \alpha } (тобто кут між відрізком, що з'єднує початкову точку гіпотрохоїди (з якої починається утворення кривої) з початком координат, та віссю {\displaystyle Ox} дорівнює {\displaystyle {\frac {r}{R}}\cdot \alpha }.
Ввівши величину {\displaystyle \textstyle k={\frac {R}{r}}}, отримаємо параметричне рівняння звичайної (неповернутої) гіпотрохоїди у вигляді:
{\displaystyle {\begin{cases}&x(\varphi )=r\cdot (k-1)\cos \varphi +h\cdot \cos \left((k-1)\varphi \right)\\&y(\varphi )=r\cdot (k-1)\sin \varphi -h\cdot \sin \left((k-1)\varphi \right)\end{cases}}}
де {\displaystyle R} — радіус нерухомого кола, 
 {\displaystyle r} — радіус кола, що котиться, 
 {\displaystyle h} — відстань від твірної точки до центра рухомого кола.
Величина {\displaystyle k} визначає форму гіпотрохоїди (див. нижче).
Ці рівняння можна записати більш компактно у комплексній формі:
{\displaystyle z(\varphi )=r\cdot (k-1)e^{i\varphi }+h\cdot e^{-i(k-1)\varphi }} .
де
- кут {\displaystyle \varphi \in [0,2\pi ]} ;
- радіус твірного (рухомого) кола {\displaystyle r};
- радіус напрямного (нерухомого) кола {\displaystyle R=kr};
- відстань від твірної точки до центра рухомого кола {\displaystyle h}.

## Властивості та особливості форми
- Будь-яка гіпотрохоїда лежить в круговому кільці, обмеженому колами з радіусами {\displaystyle |R-r-h|} та {\displaystyle |R-r+h|}.

На першому з них лежать вершини, а на другому — початкові точки гіпотрохоїди.
- При повороті навколо початку координат (центру нерухомого кола) {\displaystyle O} на кут, кратний {\displaystyle 2\pi \cdot {\frac {r}{R}}}, гіпотрохоїда суміщається сама з собою.[1] :стор.812
- Якщо {\displaystyle k={\frac {R}{r}}} — натуральне число, то гіпотрохоїда є замкненою алгебричною кривою {\displaystyle 2(k-1)} порядку;

Крива складається з {\displaystyle k} конгруентних гілок, а отже, має {\displaystyle k} вершин та початкових точок.
При цьому твірне коло, що обертається навколо нерухомого кола, робить {\displaystyle (k-1)} повних обертів навколо свого центру.
- Якщо {\displaystyle k={\frac {R}{r}}={\frac {p}{q}}} — раціональне число, виражене у вигляді нескоротного дробу, то гіпотрохоїда є замкненою алгебричною кривою {\displaystyle 2\cdot |p-q|} порядку;

Крива складається з {\displaystyle p} конгруентних гілок, а отже, має {\displaystyle p} вершин та початкових точок.
При цьому твірне коло, що обертається навколо нерухомого кола, робить {\displaystyle |p-q|} повних обертів навколо свого центру.
- Якщо {\displaystyle k} — ірраціональне число, то гіпотрохоїда є незамкненою кривою, та має нескінченну кількість гілок, вершин та каспів. При необмеженому збільшенні параметра {\displaystyle \varphi }, крива щільно заповнює кільце, обмежене колами з радіусами {\displaystyle |R-r-h|} та {\displaystyle |R-r+h|}.
- Гіпотрохоїда має однакову кількість вершин та каспів;
- Гіпотрохоїду з параметрами {\displaystyle (R,r,h)} можна отримати так само як гіпотрохоїду з параметрами.[1] :стор.816

{\displaystyle R_{1}={\frac {h}{r}}\cdot R\,;\quad r_{1}={\frac {h}{r}}\cdot (R-r)\,;\quad h_{1}=R-r}.

У випадку, коли {\displaystyle R<r}, крива {\displaystyle (R_{1},r_{1},h_{1})} є епітрохоїдою з параметрами
{\displaystyle R_{1}={\frac {h}{r}}\cdot R\,;\quad r_{1}={\frac {h}{r}}\cdot (r-R)\,;\quad h_{1}=r-R}.
Заувага: Гіпотрохоїда, яка при одному способі утворення, була подовженою, при іншому способі утворення виявляється скороченою (і навпаки).
- Властивість нормалі

Нормаль, що проведена через будь-яку точку {\displaystyle M} гіпотрохоїди, проходить через відповідну точку дотику {\displaystyle E} твірного (рухомого) та напрямного (нерухомого) кіл. :стор.817

## Метричні характеристики
- Довжина дуги гіпотрохоїди між точками, що відповідають кутам {\displaystyle 0\leq \varphi \leq \varphi _{1}}: [1] :стор.818

{\displaystyle \ell =\left|{\frac {R-r}{r}}\right|\cdot \int _{0}^{\varphi _{1}}{\sqrt {r^{2}+h^{2}-2rh\cdot \cos \left({\frac {R}{2r}}\cdot \varphi \right)}}d\varphi }
Ця дуга по довжині дорівнює довжині еліпса
{\displaystyle {\begin{cases}&x(\varphi )=2(h-r)\cdot {\frac {R-r}{R}}\cdot \cos \left({\frac {R}{2r}}\cdot \varphi \right)\\&y(\varphi )=2(h+r)\cdot {\frac {R-r}{R}}\cdot \sin \left({\frac {R}{2r}}\cdot \varphi \right)\end{cases}}}
між точками з тими ж значеннями кута {\displaystyle \varphi }.
Інтеграл в загальному випадку не виражається через елементарні функції, але у випадках, коли гіпотрохоїда є гіпоциклоїдою, його можна виразити в елементарних функціях.
Також довжину дуги гіпотрохоїди від її початку до точки, що відповідає параметру {\displaystyle \varphi } можна обчислити за формулою:
{\displaystyle \ell (\varphi )=2\cdot |(R-r)(r-h)|\cdot E\left({\frac {R}{2r}}\cdot \varphi \,;{\frac {2i\cdot {\sqrt {rh}}}{|r-h|}}\right)}
де {\displaystyle \textstyle {E}\left(x\,;m\right)} — еліптичний інтеграл другого роду.
- Площа сектора, що описується полярним радіусом {\displaystyle OM} гіпотрохоїди, коли точка {\displaystyle M} пробігає по дузі між точками, що відповідають кутам {\displaystyle 0\leq \varphi \leq \varphi _{1}}: [1] :стор.819

{\displaystyle S={\frac {(R-r)}{2}}\cdot \left(\left(R-r-{\frac {h^{2}}{r}}\right)\cdot \varphi _{1}+{\frac {h(R-2r)}{R}}\cdot \sin \left({\frac {R}{r}}\cdot \varphi _{1}\right)\right).}
Тут площа розглядається як спрямована величина, тобто приймається, що в тих проміжках зміни параметра {\displaystyle \varphi }, де полярний радіус обертається у від'ємному напрямку, він описує від'ємну площу. :стор.820
- Радіус кривини будь-якої гіпотрохоїди в деякій її точці {\displaystyle M}, що відповідає куту {\displaystyle \varphi }[1] :стор.817:

{\displaystyle \rho =(R-r)\cdot {\frac {\left(r^{2}+h^{2}-2rh\cdot \cos \left({\frac {R}{r}}\cdot \varphi \right)\right)^{3/2}}{\left|r^{3}-h^{2}(R-r)+rh(R-2r)\cdot \cos \left({\frac {R}{r}}\cdot \varphi \right)\right|}}}

## Окремі випадки
Окремими випадками гіпотрохоїди є:
- Гіпоциклоїда (коли точка, що її утворює, лежить на самому твірному колі, тобто при {\displaystyle h=r});
- Еліпс з центром в початку координат (при параметрах {\displaystyle R=2r\,;\,h\neq r}).[5]

Напіввісі цього еліпса дорівнюють: {\displaystyle a=r+h\,;\,b=|r-h|}; кінцями великої осі є початкові точки гіпотрохоїди, кінцями малої осі — її вершини.

Еліпс (червона лінія) може бути представлений як окремий випадок гіпотрохоїди з параметрами R = 2r (Tusi couple); на цьому рисунку R = 10, r = 5, d = 1.

Ексцентриситет цього еліпса:
{\displaystyle e={\frac {2{\sqrt {h/r}}}{1+(h/r)}}}
Якщо за сталих {\displaystyle R} та {\displaystyle r}, що пов'язані співвідношенням {\displaystyle R=2r}, різниця {\displaystyle r-h} прямує до нуля, то мала вісь еліпса необмежено зменшується, а велика наближається до діаметра напрямного кола. Звичайна гіпоциклоїда, що утворюється в граничному випадку ({\displaystyle r=h}), являє собою відрізок прямої, а саме той діаметр напрямного кола, що з'єднує початкові точки.
- Троянда з індексом {\displaystyle n>1} (при {\displaystyle h=R-r}).[3]

Початок координат є вузловою точкою.
Рівняння кривої в полярних координатах має вигляд:
{\displaystyle \rho =2h\cdot \cos \left({\frac {k}{k-2}}\cdot \theta \right)}

## Цікаві факти
- Логотип Adobe Acrobat являє собою дещо деформовану гіпотрохоїду.